# Campeonato Gaúcho de Futebol de 2023 - Série A
O Campeonato Gaúcho de Futebol de 2023 - Série A, oficialmente denominado Gauchão Ipiranga 2023, é a 103ª edição da competição organizada anualmente pela Federação Gaúcha de Futebol. O campeão foi o Grêmio, sendo seu 42° título e o sexto consecutivo.

## Regulamento
O regulamento se mantém em relação à última edição. As 12 equipes jogam entre si em turno único. Os quatro melhores avançam para as semifinais em jogos de ida e volta, assim como na final, sem critério do gol qualificado. Os dois últimos colocados foram rebaixados.
Ficou definido que na fase mata-mata (semi-final e final) e em todos os grenais e no clássico ca-ju da 9ª Rodada haverá o árbitro de vídeo.

## Participantes
| Equipe                                         | Cidade            | Estádio               | Capacidade | Em 2022       | Títulos (Último) |
| ---------------------------------------------- | ----------------- | --------------------- | ---------- | ------------- | ---------------- |
| Clube Esportivo Aimoré                         | São Leopoldo      | Cristo-Rei            | 10 000     | 8º            | 0 (não possui)   |
| Esporte Clube Avenida                          | Santa Cruz do Sul | Eucaliptos            | 3 600      | 2º (Série A2) | 0 (não possui)   |
| Grêmio Esportivo Brasil                        | Pelotas           | Caldeirão             | 10 500     | 4º            | 1 (1919)         |
| Sociedade Esportiva e Recreativa Caxias do Sul | Caxias do Sul     | Centenário            | 22 132     | 5º            | 1 (2000)         |
| Clube Bento Gonçalves Esportivo                | Bento Gonçalves   | Montanha dos Vinhedos | 15 000     | 1º (Série A2) | 0 (não possui)   |
| Grêmio Foot-Ball Porto Alegrense               | Porto Alegre      | Arena do Grêmio       | 55 662     | 1º            | 41 (2022)        |
| Sport Club Internacional                       | Porto Alegre      | Beira-Rio             | 50 128     | 3º            | 45 (2016)        |
| Esporte Clube Juventude                        | Caxias do Sul     | Alfredo Jaconi        | 19 924     | 10º           | 1 (1998)         |
| Esporte Clube Novo Hamburgo                    | Novo Hamburgo     | Estádio do Vale       | 5 196      | 7º            | 1 (2017)         |
| Esporte Clube São José                         | Porto Alegre      | Passo d'Areia         | 10 646     | 6º            | 0 (não possui)   |
| Esporte Clube São Luiz                         | Ijuí              | 19 de Outubro         | 5 217      | 9º            | 0 (não possui)   |
| Ypiranga Futebol Clube                         | Erechim           | Colosso da Lagoa      | 22 000     | 2º            | 0 (não possui)   |

## Primeira Fase
| Pos | Equipes             | Pts | J  | V | E | D | GP | GC | SG  | %  | Classificação ou rebaixamento      |
| --- | ------------------- | --- | -- | - | - | - | -- | -- | --- | -- | ---------------------------------- |
| 1   | Grêmio              | 29  | 11 | 9 | 2 | 0 | 22 | 5  | +17 | 87 | Classificados à fase final         |
| 2   | Internacional       | 22  | 11 | 6 | 4 | 1 | 22 | 8  | +14 | 66 | Classificados à fase final         |
| 3   | Caxias              | 20  | 11 | 5 | 5 | 1 | 19 | 11 | +8  | 60 | Classificados à fase final         |
| 4   | Ypiranga de Erechim | 18  | 11 | 5 | 3 | 3 | 17 | 15 | +2  | 54 | Classificados à fase final         |
| 5   | Juventude           | 17  | 11 | 4 | 5 | 2 | 17 | 14 | +3  | 51 |                                    |
| 6   | São José-RS         | 16  | 11 | 4 | 4 | 3 | 11 | 12 | –1  | 48 |                                    |
| 7   | Brasil de Pelotas   | 13  | 11 | 3 | 4 | 4 | 6  | 8  | –2  | 39 |                                    |
| 8   | Novo Hamburgo       | 11  | 11 | 2 | 5 | 4 | 7  | 13 | –6  | 33 |                                    |
| 9   | Avenida             | 10  | 11 | 2 | 4 | 5 | 7  | 11 | –4  | 30 |                                    |
| 10  | São Luiz            | 10  | 11 | 2 | 4 | 5 | 6  | 13 | –7  | 30 |                                    |
| 11  | Esportivo           | 6   | 11 | 1 | 3 | 7 | 6  | 19 | –13 | 18 | Rebaixados para a Série A2 de 2024 |
| 12  | Aimoré              | 4   | 11 | 1 | 1 | 9 | 5  | 16 | –11 | 12 | Rebaixados para a Série A2 de 2024 |

## Fase final
Em itálico as equipes que possuem o mando de campo no jogo de ida; em negrito as equipes vencedoras.
|  | Semifinais          | Semifinais | Semifinais | Semifinais |   |        | Final | Final | Final | Final |
|  |                     |            |            |            |   |        |       |       |       |       |
|  | Grêmio              | 1          | 2          | 3 (5)      |   |        |       |       |       |       |
|  | Ypiranga de Erechim | 2          | 1          | 3 (4)      |   |        |       |       |       |       |
|  | Ypiranga de Erechim | 2          | 1          | 3 (4)      |   | Grêmio | 1     | 1     | 2     |       |
|  |                     |            |            |            |   | Grêmio | 1     | 1     | 2     |       |
|  |                     | Caxias     | 1          | 0          | 1 |        |       |       |       |       |
|  | Internacional       | Caxias     | 1          | 0          | 1 | 1      | 1     | 2 (4) |       |       |
|  | Internacional       |            |            |            |   | 1      | 1     | 2 (4) |       |       |
|  | Caxias              | 1          | 1          | 2 (5)      |   |        |       |       |       |       |

## Premiação
| Campeonato Gaúcho de Futebol de 2023 |
| Porto Alegre                         |
| ------------------------------------ |
| Grêmio Campeão (42.º título)         |

| Campeão do Interior de 2023              |
| Erechim                                  |
| ---------------------------------------- |
| Ypiranga de Erechim Campeão (2.º título) |

## Classificação à Série D
As vagas na quarta divisão nacional de 2024 serão distribuídas conforme classificação geral, excetuando-se os clubes com vagas garantidas em divisões nacionais para aquela temporada. Disputam as três divisões superiores do Campeonato Brasileiro de Futebol de 2023, logicamente tendo vaga assegurada para a competição em 2024 os seguintes times: Grêmio, Internacional, Juventude, São José-RS e Ypiranga de Erechim. Por outro lado, Aimoré, Brasil de Pelotas, Caxias e Novo Hamburgo disputam a série D em 2023, dispensando uma eventual vaga para 2024 caso conquistarem o acesso. Os demais clubes (Avenida, Esportivo e São Luiz) não disputarão nenhuma divisão nacional em 2023, igualmente estando aptos a disputarem espaço na quarta divisão nacional do ano seguinte.
| Pos | Equipes           | Pts | J  | V | E | D | GP | GC | SG  | %  | Classificação                                   |
| --- | ----------------- | --- | -- | - | - | - | -- | -- | --- | -- | ----------------------------------------------- |
| 1   | Caxias            | 20  | 11 | 5 | 5 | 1 | 19 | 11 | +8  | 60 | Acesso para a Série C de 2024 pela Série D 2023 |
| 2   | Brasil de Pelotas | 13  | 11 | 3 | 4 | 4 | 6  | 8  | –2  | 39 | Classificados à Série D de 2024                 |
| 3   | Novo Hamburgo     | 11  | 11 | 2 | 6 | 3 | 7  | 13 | –6  | 33 | Classificados à Série D de 2024                 |
| 4   | Avenida           | 10  | 11 | 2 | 4 | 5 | 7  | 11 | –4  | 30 | Classificados à Série D de 2024                 |
| 5   | São Luiz          | 10  | 11 | 2 | 4 | 5 | 6  | 13 | –7  | 30 | Sem chance de Classificação                     |
| 6   | Esportivo         | 6   | 11 | 1 | 3 | 7 | 6  | 19 | –13 | 18 | Sem chance de Classificação                     |
| 7   | Aimoré            | 4   | 11 | 1 | 1 | 9 | 5  | 16 | –11 | 12 | Sem chance de Classificação                     |

## Transmissão
Assim como em outros anos, o torneio será mostrado pelas plataformas esportivas do Grupo Globo (RBS TV, SporTV, Premiere e ge). Além disso, haverá também transmissão de mais de 40 jogos pelo portal GaúchaZH.

### Jogos transmitidos na TV Aberta
Estes jogos foram transmitidos pela RBS TV na TV Aberta:
| Rodada     | Jogo                | Jogo          | Jogo                | Data                                   | Ref    |
| ---------- | ------------------- | ------------- | ------------------- | -------------------------------------- | ------ |
| 1ª Rodada  | Caxias              | 1 – 2         | Grêmio              | Sábado, 21 de Janeiro de 2023, 16:30   | [ 6 ]  |
| 2ª Rodada  | –                   | –             | –                   | –                                      |        |
| 3ª Rodada  | –                   | –             | –                   | –                                      |        |
| 4ª Rodada  | Internacional       | 3 – 0         | Ypiranga de Erechim | Quinta, 02 de Fevereiro de 2023, 16:30 | [ 7 ]  |
| 5ª Rodada  | Grêmio              | 3 – 0         | Aimoré              | Sábado, 04 de Fevereiro de 2023, 16:30 | [ 8 ]  |
| 6ª Rodada  | –                   | –             | –                   | –                                      |        |
| 7ª Rodada  | –                   | –             | –                   | –                                      |        |
| 8ª Rodada  | São Luiz            | 0 – 0         | Grêmio              | Sábado, 18 de fevereiro de 2023, 16:30 | [ 9 ]  |
| 9ª Rodada  | Aimoré              | 0 – 2         | Internacional       | Sábado, 25 de fevereiro de 2023, 16:30 | [ 10 ] |
| 10ª Rodada | Caxias              | 3 – 0         | Ypiranga de Erechim | Sábado, 04 de março de 2023, 16:30     | [ 11 ] |
| 11ª Rodada | Ypiranga de Erechim | 0 – 0         | Grêmio              | Sábado, 11 de março de 2023, 16:30     | [ 12 ] |
| Semifinal  | Caxias              | 1 – 1         | Internacional       | Sábado, 18 de março de 2023, 16:30     | [ 13 ] |
| Semifinal  | Grêmio              | 2 (5) – (4) 1 | Ypiranga de Erechim | Sábado, 25 de março de 2023, 16:30     | [ 14 ] |
| Final      | Caxias              | 1 – 1         | Grêmio              | Sábado, 01 de abril de 2023, 16:30     | [ 15 ] |
| Final      | Grêmio              | 1 – 0         | Caxias              | Sábado, 08 de abril de 2023, 16:30     | [ 16 ] |

Número de jogos transmitidos de cada time:
| Clube         | 1ª Fase | Mata-Mata (Semis e Final) | Total |
| ------------- | ------- | ------------------------- | ----- |
| Grêmio        | 4       | 3                         | 7     |
| Caxias        | 2       | 3                         | 5     |
| Ypiranga      | 3       | 1                         | 4     |
| Internacional | 2       | 1                         | 3     |
| Aimoré        | 2       |                           | 2     |
| São Luiz      | 1       |                           | 1     |
| Avenida       | 0       |                           | 0     |
| Brasil        | 0       |                           | 0     |
| Esportivo     | 0       |                           | 0     |
| Juventude     | 0       |                           | 0     |
| Novo Hamburgo | 0       |                           | 0     |
| São José      | 0       |                           | 0     |

## Classificação geral
| Pos | Equipes             | Pts | J  | V  | E | D | GP | GC | SG  | %  | Classificação ou rebaixamento                                    |
| --- | ------------------- | --- | -- | -- | - | - | -- | -- | --- | -- | ---------------------------------------------------------------- |
| 1   | Grêmio              | 36  | 15 | 11 | 3 | 1 | 27 | 9  | +18 | 80 | Campeão e classificado para a Copa do Brasil 2024                |
| 2   | Caxias              | 23  | 15 | 5  | 8 | 2 | 22 | 15 | +7  | 51 | Vice-campeão e classificado para a Copa do Brasil 2024           |
| 3   | Internacional       | 24  | 13 | 6  | 6 | 1 | 24 | 10 | +14 | 61 | Eliminado na semifinal e classificado para a Copa do Brasil 2024 |
| 4   | Ypiranga de Erechim | 21  | 13 | 6  | 3 | 4 | 20 | 18 | +2  | 54 | Eliminado na semifinal e classificado para a Copa do Brasil 2024 |
| 5   | Juventude           | 17  | 11 | 4  | 5 | 2 | 17 | 14 | +3  | 51 | Classificado para a Copa do Brasil 2024                          |
| 6   | São José-RS         | 16  | 11 | 4  | 4 | 3 | 11 | 12 | –1  | 48 |                                                                  |
| 7   | Brasil de Pelotas   | 13  | 11 | 3  | 4 | 4 | 6  | 8  | –2  | 39 | Classificado para a Série D 2024                                 |
| 8   | Novo Hamburgo       | 11  | 11 | 2  | 5 | 4 | 7  | 13 | –6  | 33 | Classificado para a Série D 2024                                 |
| 9   | Avenida             | 10  | 11 | 2  | 4 | 5 | 7  | 11 | –4  | 30 | Classificado para a Série D 2024                                 |
| 10  | São Luiz            | 10  | 11 | 2  | 4 | 5 | 6  | 13 | –7  | 30 |                                                                  |
| 11  | Esportivo           | 6   | 11 | 1  | 3 | 7 | 6  | 19 | –13 | 18 | Rebaixados para a Série A2 de 2024                               |
| 12  | Aimoré              | 4   | 11 | 1  | 1 | 9 | 5  | 16 | –11 | 12 | Rebaixados para a Série A2 de 2024                               |

 Como o Caxias foi promovido à Série C 2024, a vaga para a Série D 2024 foi repassada para o Avenida. 

Como o Grêmio se classificou para a Copa Libertadores 2024, sua vaga na primeira fase da Copa do Brasil de 2024 foi repassada para o Juventude. 

## Artilharia
| Pos. | Jogador           | Equipe              | Gols |
| ---- | ----------------- | ------------------- | ---- |
| 1    | Pedro Henrique    | Internacional       | 8    |
| 2    | Luis Suárez       | Grêmio              | 7    |
| 3    | Rodrigo Rodrigues | Juventude           | 6    |
| 4    | Bruno Baio        | Ypiranga de Erechim | 5    |
| 4    | Carlos Henrique   | Avenida             | 5    |
| 4    | Erick             | Ypiranga de Erechim | 5    |
| 7    | Alan Patrick      | Internacional       | 4    |
| 7    | Eron              | Caxias              | 4    |
| 7    | Mateus Pivô       | São José-RS         | 4    |
| 7    | Maurício          | Internacional       | 4    |

## Público
Maiores públicos
Estes são os dez maiores públicos pagantes do campeonato, sem considerar as partidas com portões fechados:
| N.º | Público | Mandante      | Placar | Visitante           | Estádio         | Data            | Rodada    | Ref.   |
| --- | ------- | ------------- | ------ | ------------------- | --------------- | --------------- | --------- | ------ |
| 1   | 48 780  | Grêmio        | 1–0    | Caxias              | Arena do Grêmio | 8 de abril      | Final     | [ 18 ] |
| 2   | 46 436  | Grêmio        | 2–1    | Internacional       | Arena do Grêmio | 5 de março      | 10ª       | [ 19 ] |
| 3   | 38 276  | Internacional | 1–1    | Caxias              | Beira-Rio       | 26 de março     | Semifinal | [ 20 ] |
| 4   | 37 670  | Grêmio        | 2–1    | Ypiranga de Erechim | Arena do Grêmio | 25 de março     | Semifinal | [ 21 ] |
| 5   | 28 067  | Grêmio        | 1–0    | Brasil de Pelotas   | Arena do Grêmio | 25 de janeiro   | 2ª        | [ 22 ] |
| 6   | 24 171  | Grêmio        | 3–0    | Aimoré              | Arena do Grêmio | 4 de fevereiro  | 5ª        | [ 23 ] |
| 7   | 23 620  | Internacional | 2–2    | Juventude           | Beira-Rio       | 21 de janeiro   | 1ª        | [ 24 ] |
| 8   | 22 633  | Grêmio        | 2–0    | Avenida             | Arena do Grêmio | 12 de fevereiro | 7ª        | [ 25 ] |
| 9   | 16 055  | Internacional | 2–2    | Caxias              | Beira-Rio       | 8 de fevereiro  | 6ª        | [ 26 ] |
| 10  | 15 087  | Caxias        | 1–1    | Grêmio              | Centenário      | 1 de abril      | Final     | [ 27 ] |

Menores públicos
Estes são os dez menores públicos pagantes do campeonato, sem considerar as partidas com portões fechados:
| Nº | Público | Mandante      | Placar | Visitante           | Estádio               | Data            | Rodada | Ref.   |
| -- | ------- | ------------- | ------ | ------------------- | --------------------- | --------------- | ------ | ------ |
| 1  | 75      | São José-RS   | 2–2    | Avenida             | Passo d'Areia         | 4 de março      | 10ª    | [ 28 ] |
| 2  | 88      | Esportivo     | 0–0    | Novo Hamburgo       | Montanha dos Vinhedos | 11 de fevereiro | 7ª     | [ 29 ] |
| 3  | 89      | São José-RS   | 1–0    | São Luiz            | Passo d'Areia         | 27 de fevereiro | 9ª     | [ 30 ] |
| 4  | 123     | Aimoré        | 0–0    | Esportivo           | Cristo-Rei            | 26 de janeiro   | 2ª     | [ 31 ] |
| 5  | 127     | Aimoré        | 0–1    | São José-RS         | Cristo-Rei            | 1 de fevereiro  | 4ª     | [ 32 ] |
| 6  | 183     | Aimoré        | 1–2    | Ypiranga de Erechim | Cristo-Rei            | 12 de fevereiro | 7ª     | [ 33 ] |
| 7  | 200     | São José-RS   | 1–1    | Caxias              | Passo d'Areia         | 26 de janeiro   | 2ª     | [ 34 ] |
| 8  | 204     | Novo Hamburgo | 1–2    | São José-RS         | Estádio do Vale       | 11 de março     | 11ª    | [ 35 ] |
| 9  | 206     | São José-RS   | 1–1    | Juventude           | Passo d'Areia         | 13 de fevereiro | 7ª     | [ 36 ] |
| 10 | 246     | Esportivo     | 0–1    | Brasil de Pelotas   | Montanha dos Vinhedos | 29 de janeiro   | 3ª     | [ 37 ] |

Médias de público
Estas são as médias de público dos clubes no campeonato. Considera-se apenas os jogos da equipe como mandante e o público pagante:
| Pos.  | Time                | Média  | Total   | Mandos | Maior  | Menor  |
| ----- | ------------------- | ------ | ------- | ------ | ------ | ------ |
| 1     | Grêmio              | 31 595 | 221 163 | 7      | 48 780 | 13 406 |
| 2     | Internacional       | 18 633 | 130 431 | 7      | 38 276 | 11 052 |
| 3     | Caxias              | 5 347  | 42 774  | 8      | 15 087 | 1 723  |
| 4     | Juventude           | 4 284  | 21 422  | 5      | 10 912 | 2 118  |
| 5     | Ypiranga de Erechim | 3 137  | 18 820  | 6      | 7 611  | 1 091  |
| 6     | Brasil de Pelotas   | 3 109  | 15 544  | 5      | 6 427  | 1 709  |
| 7     | São Luiz            | 1 208  | 6 038   | 5      | 2 031  | 520    |
| 8     | Esportivo           | 987    | 5 924   | 6      | 4 763  | 88     |
| 9     | Avenida             | 907    | 5 443   | 6      | 2 868  | 426    |
| 10    | Novo Hamburgo       | 615    | 3 694   | 6      | 1 127  | 204    |
| 11    | Aimoré              | 458    | 2 289   | 5      | 1 536  | 123    |
| 12    | São José-RS         | 416    | 2 499   | 6      | 1 627  | 75     |
| Total | Total               | 6 612  | 476 041 | 72     | 48 780 | 75     |